# Басс, Брэндон
Брэ́ндон Сэ́мюэл Басс (англ. Brandon Samuel Bass; родился 30 апреля 1985 года в Батон-Руже, штат Луизиана, США) — американский бывший профессиональный баскетболист. Играл на позиции тяжёлого форварда. Был выбран на драфте НБА 2005 года во втором раунде под общим 33-м номером клубом «Нью-Орлеан Хорнетс».

## Биография
Брэндон Басс родился 30 апреля 1985 года в городе Батон-Руж, штат Луизиана. Он был старшим ребёнком в семье, у него есть сестра Дэшия, а также брат Крис. 6 января 1995 года Брэндон стал свидетелем трагедии, его мать скончалась от сердечного приступа в своём доме, ей было 34 года. После смерти жены его отец решил переехать со всей семьёй к своей сестре, у которой было пятеро своих детей. Это были тяжёлые времена для семьи Бассов.
В 13 лет Басс начал серьёзно заниматься баскетболом, он выступал за школу Кэпитол из своего родного города. На этом уровне он выиграл два чемпионата округа, а также завоевал награду самому ценному игроку округа в 2002 и 2003 годах. Участвовал в матче McDonald's All-American, в 2003 выигрывал награду Gatorade Player of the Year for the state of Louisiana, которая вручается лучшему баскетболисту-школьнику штата Луизиана. В последний год своего обучения в школе он набирал 19 очков, 14 подборов и 3 передачи в среднем за игру.
На Басса претендовали несколько колледжей, в их числе были Коннектикут и Кентукки, но он предпочёл выступать за команду из родного штата — ЛСЮ.

### NCAA
С первого года в колледже Басс занял место в стартовой пятёрке «Тайгерс», он выходил в старте во всех 29 матчах сезона, проведя на площадке в общей сложности более 1000 минут. Он стал лучшим новичком конференции SEC по набранным очкам — 12,8 и подборам — 7,4. 22 раза Басс набирал двузначное количество очков и 7 раз делал дабл-дабл. По окончании сезона 2003/04 был признан лучшим новичком конференции SEC.
Басс был в числе 53-х игроков, которые подавали свои кандидатуры в предварительную заявку на драфт 2004 года, но в итоге отказались и продолжили выступать за университет.
В сезоне 2004/05 Басс стал полноценным лидером «Тайгерс» и одним из лучших игроков этой команды. ЛСЮ пробились в основной турнир NCAA, но уступили в первом раунде. Басс закончил студенческую карьеру будучи признанным лучшим игроком Юго-Восточной конференции. Он выходил в стартовой пятёрке во всех матчах, которые провёл за университет, а также закончил на третьем месте по количеству блок-шотов в истории ЛСЮ (104).

### Профессиональная карьера

#### Нью-Орлеан/Оклахома-Сити Хорнетс
Перед драфтом специалисты отмечали атлетичное сложение и мощь молодого игрока, а также хорошие, для его возраста, навыки в нападении. Из недостатков: относительно невысокий рост (2 м 7 см) для тяжёлого форварда, и из-за этого неспособность противостоять более высоким оппонентам на его позиции, находясь спиной к кольцу. Это объективно снижало его шансы быть выбранным в первом раунде драфта. В итоге Басс был выбран во втором раунде драфта НБА 2005 года под общим 33-м номером командой «Нью-Орлеан Хорнетс».
Из-за природной катастрофы, которая случилась в Новом Орлеане после разрушительного урагана «Катрина», «Хорнетс» временно переехали в Оклахома-Сити, где в то время ещё не было своей баскетбольной команды. Однако, некоторые матчи проводились на домашнем паркете «Хорнетс» в «Нью-Орлеанс-арене».
Басс практически не получал игрового времени в «Хорнетс», так как главный тренер команды Байрон Скотт предпочитал ставить в состав других «больших». Молодой игрок быстро проиграл конкуренцию за место в составе: Крису Андерсену, Боштяну Нахбару и Аарону Уильямсу. Также на его позиции играл один из звёздных игроков клуба Дэвид Уэст, что также уменьшало шансы Басса на игровое время. «Хорнетс» закончили сезон 2005/06 с результатом 38 побед — 44 поражения и не попали в плей-офф, а Брэндон так и не сумел проявить себя в свой первый год в НБА.
В следующем году ситуация не изменилась, Басс всё меньше выходил на площадку, а «Хорнетс» показали примерно тот же результат, что и в прошлом сезоне, одержав всего на одну победу больше. В межсезонье Басс стал ограниченным свободным агентом, а также не получил приглашения на участие в Летней лиге от «Хорнетс». Это говорило о том, что в «Нью-Орлеане» на него больше не рассчитывают и не будут уравнивать чьё то предложение, или подписывать с Брэндоном новый контракт.

#### Даллас Маверикс
Басс присоединился к «Даллас Маверикс» в «Летней лиге», после окончания которой сообщалось, что Басс станет первым свободным агентом, подписанным «Маверикс» в это межсезонье. Агент Басса Дерек Лафайетт говорил, что «Далласу» приглянулась рабочая этика игрока. 26 июля 2007 года он подписал контракт с «Маверикс», условия соглашения не разглашались.
Под руководством Эйвери Джонсона Басс прочно вошёл в ротацию «Маверикс» и стал одним из основных игроков выходящих со скамейки запасных. Чаще всего его использовали на позиции центрового, но он также подменял Дирка Новицки на позиции тяжёлого форварда. В сезоне 2007/08 Басс стал пятым в команде по проведённым на паркете минутам, а также четвёртым по количеству набранных очков. «Даллас» провёл хороший сезон, пробившись в плей-офф с 7-го места конференции. В первом раунде «Маверикс» уступили прошлой команде Басса «Нью-Орлеанс Хорнетс» в серии из пяти матчей.
В межсезонье главным тренером команды был назначен Рик Карлайл. Роль Басса в команде не изменилась, он по-прежнему выходил со скамейки, подменяя основных игроков. «Маверикс» выступили немного лучше, заняв 6-е место в конференции. В плей-офф «Даллас» уступил во втором раунде команде «Денвер Наггетс».

#### Орландо Мэджик
В межсезонье Басс стал ограниченным свободным агентом. К игроку проявляли интерес «Кливленд Кавальерс» и «Нью-Орлеанс Хорнетс», а также «Маверикс» пытались удержать его у себя, но всех эти клубы не смогли сделать более щедрое предложение, чем «Орландо Мэджик». Чемпионы восточной конференции прошлого года предложили Бассу 4-летний контракт на общую сумму 18 млн долларов. Ожидалось, что Брэндон займёт место в стартовой пятёрке «Орландо», составив дуэт «больших» с Дуайтом Ховардом. 10 июля 2009 года Басс подписал контракт с «Мэджик».
Несмотря на мнение экспертов, что Басс может стать игроком основы «Орландо», он редко появлялся на паркете в свой первый год в новой команде. Его минуты в игре значительно снизились, как и регулярное появление в составе. «Мэджик» выиграли Юго-Восточный дивизион в сезоне 2009/10, а также дошли до финала конференции в плей-офф, уступив в шестиматчевой серии «Бостон Селтикс».
В сезоне 2010/11 годов Басс начал получать больше игрового времени, и вскоре занял место в стартовой пятёрке «Мэджик». 3 декабря 2010 года он установил личный рекорд результативности, набрав 27 очков в выездной игре против «Детройт Пистонс». 31 января Басс получил травму, неудачно упав и повредив лодыжку в матче против «Мемфис Гриззлис», восстановление заняло две недели. Несмотря на то, что Басс показывал лучшие статистически показатели по набранным очкам, подборам и проведённым минутам, руководство «Орландо» приняло решение обменять его в межсезонье. 12 декабря 2011 года Басса обменяли в «Бостон Селтикс» на Глена Дэвиса и Вона Уэйфера.

#### Бостон Селтикс
В начале сезона 2011/12 годов Басс выходил со скамейки запасных, но вскоре, благодаря уверенной игре, вытеснил из основы Джермейна О’Нила, составив переднюю линию «Бостона» с Кевином Гарнеттом. Клуб из Бостона отличался хорошей защитой, которая позволила ему стать чемпионом в сезоне 2007/08, играя в этом коллективе Басс стал прибавлять в этом компоненте, что отмечал главный тренер команды Док Риверс. По ходу сезона Брэндон испытывал проблемы с правым коленом, из-за чего пропустил две недели в феврале. «Селтикс» пятый раз подряд выиграли Атлантический дивизион. В плей-офф Басс продолжил играть важную роль в команде, он набрал двузначное количество очков в 12 из 20 матчей, а в пятом матче серии против «Филадельфии Севенти Сиксерс» Брэндон был лучшим игроком в матче, набрав 23 очка выходя со скамейки запасных. «Селтикс» уступили «Майами Хит» в драматической серии из семи матчей в финале конференции.
В межсезонье Басс принял решение не пользоваться опцией игрока на продление контракта, который он заключил ещё в Орландо, и по которому ему причиталось 4,25 млн долларов. После успешной игры в прошлом сезоне он рассчитывал на повышение зарплаты, но в то же время выражал желание остаться в «Бостоне». 14 июля 2013 года Басс подписал новый 3-летний контракт с «Селтикс» на общую сумму 19,35 млн долларов. Брэндон впервые попал в ежегодный рейтинг ста лучших баскетболистов НБА по версии ESPN, заняв 97-е место. Перед сезоном 2012/13 «Селтикс» покинул Рэй Аллен, этот факт сильно повлиял на команду, которая пыталась выстроить игру с обновлённым составом. Басс по-прежнему был основным игроком, но он, как и весь «Бостон», не показывал стабильной игры. Это был сезон полный разочарований и не сбывшихся ожиданий. Брэндон играл в хороший защитный баскетбол, но сильно сдал в игре на подборах, а также так и не смог стать стабильным атакующим игроком, в особенности, когда на площадке не было Рэджона Рондо. Он провалил начало и середину сезона, но неплохо выглядел в концовке и в плей-офф. «Селтикс» впервые с сезона 2007/08 не смогли выиграть свой дивизион, заняв 3-е место. В плей-офф клуб из Бостона проиграл «Нью-Йорк Никс» со счётом 2-4.
В сезоне 2013/14 в «Бостоне» началась «перестройка», команду покинули знаковые ветераны Пол Пирс и Кевин Гарнетт, а также главный тренер Док Риверс. Руководство «Селтикс» взяло курс на омоложение состава и чистку платёжной ведомости клуба от больших ветеранских контрактов. Был приглашён новый главный тренер — Брэд Стивенс, до этого тренировавший команду NCAA «Батлер Бульдогс». Басс, как и другие ветераны, рассматривался, как участник потенциального обмена в межсезонье. Помимо перестройки была ещё одна причина обмена Басса, на его позиции играл Джаред Саллинджер — молодой игрок, которого «Бостон» выбрал на драфте 2012 года, и с которым связывал большие надежды. Несмотря на это руководство не устроили предложения по обмену Брэндона, и он остался в команде. Басс был игроком стартовой пятёрки «Селтикс» на протяжении практически всего сезона, а также лучшим защитным игроком в команде. Перед «дед-лайном» ходили слухи, что руководство «Селтикс» ищет варианты с обменом Басса, но в итоге он остался в команде и доиграл сезон. «Бостон» закончил чемпионат, как одна из худших команд лиги, не сумев пробиться в плей-офф. 16 апреля 2014 Бассу вручили «Награду имени Рэда Ауэрбаха», он стал девятым обладателем приза. Эта награда вручается игроку «Бостона», который олицетворяет собой дух того, что значит быть настоящим игроком «Селтикс».
В сезоне 2014/15 у Басса был «контрактный год» — последний год по контракту. Менеджмент команды продолжил «перестройку», обменяв капитана «Селтикс» Рэджона Рондо. Стивенс начал более акцентировано развивать молодых игроков, и в начале чемпионата Басс потерял место в стартовой пятёрке, а иногда не выходил на матч вовсе. Но с конца января, после серьёзной травмы Саллинджера, он вернулся в ротацию в качестве основного игрока. «Бостон» пробился в плей-офф с 8-го места, где уступил «Кавальерс» в серии из четырёх матчей; Басс выходил в стартовой пятёрке во всех играх. После окончания чемпионата Басс вышел на рынок свободных агентов.

#### Лос-Анджелес Лейкерс
Басс подписал двухлетнее соглашение с клубом «Лос-Анджелес Лейкерс», по которому он получит 6 135 000 долларов.

### Личная жизнь
Жену Басса зовут Меллиса, у пары есть сын Брэндон-младший и дочь Бэлла. Является большим поклонником хип-хопа, сочиняет песни в этом жанре с 11 лет, записываться начал с 16. Младший брат Крис Басс также выступал за баскетбольную команду «ЛСЮ Тайгерс». В детстве любимой командой Басса была «Лос-Анджелес Лейкерс».

## Характеристика игрока
Крепкий и сильный, но малого, для своей позиции, роста тяжёлый форвард. Имеет стабильный средний бросок, а также эффективный проход в правую сторону с последующим завершением атаки. Основной комбинацией в атаке для Басса является «пик-энд-поп», когда он делает заслон и после получения передачи выполняет средний бросок. Является надёжным защитным игроком, компенсируя недостаток роста своим атлетизмом. Имеет великолепный процент реализации штрафных бросков — около 82 % за карьеру. Весьма средний игрок на подборах.
Отличается высоким профессионализмом и трудовой этикой.

Он является настоящим профессионалом. Приходит, тяжело работает и делает всё, как следует. И даже вне площадки вы не услышите от него ничего лишнего. Он олицетворяет профессионализм.
Оригинальный текст (англ.)He's the definition of a true professional. He comes in, works hard, gets the job done. And off the court you don't hear too much from him. He's just the definition of a professional.
— Кортни Ли

## Статистика

### Статистика в НБА
| Сезон                                                                                    | Команда                  | Регулярный сезон | Регулярный сезон | Регулярный сезон | Регулярный сезон | Регулярный сезон | Регулярный сезон | Регулярный сезон | Регулярный сезон | Регулярный сезон | Регулярный сезон | Регулярный сезон | Серия плей-офф | Серия плей-офф | Серия плей-офф | Серия плей-офф | Серия плей-офф | Серия плей-офф | Серия плей-офф | Серия плей-офф | Серия плей-офф | Серия плей-офф | Серия плей-офф |
| Сезон                                                                                    | Команда                  | GP               | GS               | MPG              | FG%              | 3P%              | FT%              | RPG              | APG              | SPG              | BPG              | PPG              | GP             | GS             | MPG            | FG%            | 3P%            | FT%            | RPG            | APG            | SPG            | BPG            | PPG            |
| ---------------------------------------------------------------------------------------- | ------------------------ | ---------------- | ---------------- | ---------------- | ---------------- | ---------------- | ---------------- | ---------------- | ---------------- | ---------------- | ---------------- | ---------------- | -------------- | -------------- | -------------- | -------------- | -------------- | -------------- | -------------- | -------------- | -------------- | -------------- | -------------- |
| 2005/06                                                                                  | Нью-Орлеан/Оклахома-Сити | 29               | 1                | 9,2              | 40,0             | -                | 63,2             | 2,3              | 0,1              | 0,1              | 0,2              | 2,3              | Не участвовал  | Не участвовал  | Не участвовал  | Не участвовал  | Не участвовал  | Не участвовал  | Не участвовал  | Не участвовал  | Не участвовал  | Не участвовал  | Не участвовал  |
| 2006/07                                                                                  | Нью-Орлеан/Оклахома-Сити | 21               | 3                | 7,7              | 34,1             | 0,0              | 75,0             | 2,0              | 0,1              | 0,1              | 0,1              | 2,0              | Не участвовал  | Не участвовал  | Не участвовал  | Не участвовал  | Не участвовал  | Не участвовал  | Не участвовал  | Не участвовал  | Не участвовал  | Не участвовал  | Не участвовал  |
| 2007/08                                                                                  | Даллас                   | 79               | 1                | 19,7             | 49,9             | 0,0              | 82,2             | 4,4              | 0,7              | 0,3              | 0,6              | 8,3              | 5              | 0              | 26,6           | 47,2           | 0,0            | 96,0           | 6,8            | 0,4            | 0,6            | 0,6            | 11,6           |
| 2008/09                                                                                  | Даллас                   | 81               | 0                | 19,4             | 49,6             | 0,0              | 86,7             | 4,5              | 0,5              | 0,3              | 0,7              | 8,5              | 10             | 0              | 19,2           | 55,0           | -              | 90,3           | 4,1            | 0,7            | 0,7            | 0,4            | 9,4            |
| 2009/10                                                                                  | Орландо                  | 50               | 3                | 13,0             | 51,1             | -                | 82,5             | 2,5              | 0,4              | 0,2              | 0,5              | 5,8              | 7              | 0              | 6,0            | 53,8           | -              | 83,3           | 1,1            | 0,1            | 0,0            | 0,0            | 2,7            |
| 2010/11                                                                                  | Орландо                  | 76               | 51               | 26,1             | 51,5             | 0,0              | 81,5             | 5,6              | 0,8              | 0,4              | 0,7              | 11,2             | 6              | 6              | 23,2           | 42,1           | -              | 92,3           | 4,2            | 0,3            | 0,5            | 0,8            | 7,3            |
| 2011/12                                                                                  | Бостон                   | 59               | 39               | 31,7             | 47,9             | -                | 81,0             | 6,2              | 0,9              | 0,6              | 0,9              | 12,5             | 20             | 20             | 30,4           | 46,3           | -              | 92,2           | 5,3            | 0,8            | 0,7            | 0,5            | 11,1           |
| 2012/13                                                                                  | Бостон                   | 81               | 69               | 27,6             | 48,6             | 0,0              | 86,0             | 5,2              | 1,0              | 0,5              | 0,8              | 8,7              | 6              | 5              | 34,0           | 48,3           | -              | 80,0           | 6,7            | 1,2            | 0,3            | 0,2            | 6,7            |
| 2013/14                                                                                  | Бостон                   | 82               | 73               | 27,6             | 48,6             | 33,3             | 85,8             | 5,7              | 1,1              | 0,4              | 0,9              | 11,1             | Не участвовал  | Не участвовал  | Не участвовал  | Не участвовал  | Не участвовал  | Не участвовал  | Не участвовал  | Не участвовал  | Не участвовал  | Не участвовал  | Не участвовал  |
| 2014/15                                                                                  | Бостон                   | 82               | 43               | 23,5             | 50,4             | 28,1             | 79,0             | 4,9              | 1,3              | 0,5              | 0,4              | 10,6             | 4              | 4              | 21,5           | 35,0           | -              | 60,0           | 2,0            | 2,5            | 0,3            | 0,8            | 5,0            |
| 2015/16                                                                                  | Лейкерс                  | 66               | 0                | 20,3             | 54,9             | 0,0              | 84,5             | 4,3              | 1,1              | 0,5              | 0,8              | 7,2              | Не участвовал  | Не участвовал  | Не участвовал  | Не участвовал  | Не участвовал  | Не участвовал  | Не участвовал  | Не участвовал  | Не участвовал  | Не участвовал  | Не участвовал  |
| 2016/17                                                                                  | Клипперс                 | 52               | 0                | 11,1             | 57,5             | 33,3             | 87,5             | 2,5              | 0,4              | 0,3              | 0,2              | 5,6              | 1              | 0              | 4,0            | 33,3           | -              | -              | 1,0            | 0,0            | 1,0            | 0,0            | 2,0            |
|                                                                                          | Всего                    | 758              | 283              | 21,6             | 49,9             | 20,7             | 83,2             | 4,5              | 0,8              | 0,4              | 0,6              | 8,7              | 59             | 35             | 23,9           | 47,1           | 0,0            | 89,0           | 4,4            | 0,7            | 0,5            | 0,4            | 8,4            |
| Наведите курсор мыши на аббревиатуры в заголовке таблицы, чтобы прочесть их расшифровку. |                          |                  |                  |                  |                  |                  |                  |                  |                  |                  |                  |                  |                |                |                |                |                |                |                |                |                |                |                |

### Статистика в NCAA
| Сезон | Команда | Conf  | Class | GP | GS | MPG  | FG%  | 3P%  | FT%  | RPG | APG | SPG | BPG | PPG  |
| --- | ------- | ----- | ----- | -- | -- | ---- | ---- | ---- | ---- | --- | --- | --- | --- | ---- |
| 2003/04 | ЛСЮ     | SEC   | FR    | 29 | 29 | 34,9 | 50,4 | 26,3 | 78,3 | 7,4 | 0,6 | 0,7 | 1,9 | 12,8 |
| 2004/05 | ЛСЮ     | SEC   | SO    | 30 | 29 | 33,6 | 56,7 | 46,2 | 77,7 | 9,1 | 0,8 | 0,8 | 1,6 | 17,3 |
| Всего | Всего   | Всего | Всего | 59 | 58 | 34,2 | 54,0 | 37,8 | 78,0 | 8,2 | 0,7 | 0,8 | 1,8 | 15,1 |
| Наведите курсор мыши на аббревиатуры в заголовке таблицы, чтобы прочесть их расшифровку Статистика приведена с сайта sports-reference.com |         |       |       |    |    |      |      |      |      |     |     |     |     |      |

### Статистика в других лигах
| Сезон | Команда               | Лига            | GP  | GS | MPG  | FG%  | 3P%  | FT%  | RPG | APG | SPG | BPG | PFL | TOV | PPG  |
| --- | --------------------- | --------------- | --- | -- | ---- | ---- | ---- | ---- | --- | --- | --- | --- | --- | --- | ---- |
| 2017/18 | Ляонин Флаин Леопардс | КБА             | 51  | 0  | 32,3 | 54,7 | 25,9 | 84,6 | 9,5 | 1,8 | 1,2 | 0,8 | 2,1 | 2,1 | 21,0 |
| 2018/19 | Все клубы             | Все лиги        | 56  | 5  | 32,9 | 56,4 | 30,0 | 81,9 | 9,5 | 2,1 | 1,1 | 0,9 | 1,6 | 1,9 | 22,3 |
| 2018/19 | Ляонин Флаин Леопардс | КБА             | 53  | 2  | 33,0 | 56,8 | 30,0 | 82,7 | 9,8 | 2,1 | 1,1 | 0,9 | 1,6 | 2,0 | 22,8 |
| 2018/19 | Ляонин Флаин Леопардс | Турнир в Задаре | 3   | 3  | 31,2 | 45,5 | -    | 62,5 | 4,7 | 1,3 | 0,3 | 1,0 | 1,3 | 1,7 | 13,3 |
| 2019/20 | Ляонин Флаин Леопардс | КБА             | 30  | 3  | 31,1 | 58,3 | 33,3 | 78,0 | 8,3 | 1,8 | 1,1 | 0,7 | 1,8 | 2,0 | 21,4 |
| Всего | Всего                 | Всего           | 137 | 8  | 32,3 | 56,1 | 27,5 | 81,8 | 9,2 | 1,9 | 1,1 | 0,8 | 1,8 | 2,0 | 21,6 |
| В КБА | В КБА                 | В КБА           | 134 | 5  | 32,3 | 56,3 | 27,5 | 82,2 | 9,4 | 1,9 | 1,1 | 0,8 | 1,9 | 2,0 | 21,8 |
| Наведите курсор мыши на аббревиатуры в заголовке таблицы, чтобы прочесть их расшифровку Статистика приведена с сайта basketball.realgm.com |                       |                 |     |    |      |      |      |      |     |     |     |     |     |     |      |

### Лучшие показатели в одной игре НБА
По данным сайта Basketball-Reference.com, на 21.03.2015

| - Очки — 27 (3 декабря 2010 года против «Детройт Пистонс»); - Попадания с игры — 11 (3 декабря 2010 года против «Детройт Пистонс»); - Броски с игры — 19 (15 апреля 2012 года против «Шарлотт Бобкэтс»); - Точные трёхочковые — 1 (10 раз); - Трёхочковые броски — 2 (5 раз); - Точные штрафные — 10 (1 апреля 2012 года против «Майами Хит»); - Штрафные броски — 12 (2 раза); | - Подборы в нападении — 10 (8 марта 2015 года против «Орландо Мэджик»); - Подборы в защите — 11 (2 раза); - Подборы — 17 (8 марта 2015 года против «Орландо Мэджик»); - Передачи — 5 (3 раза); - Перехваты — 3 (7 раз); - Блок-шоты — 4 (5 раз); - Сыгранные минуты — 43 (11 марта 2012 года против «Лос-Анджелес Лейкерс»). |